# Bellomini
I Bellomini, altrimenti noti come Belliomini, Belli Hominis, Bellis Hominis, Bellishominibus, Belliuomini, Bellomi, Bellomo, Belomo, furono una famiglia della nobiltà municipale romana nota a partire dal principio del secolo XIV ed estintasi in Roma intorno al secolo XVII.

## Storia
Le prime notizie della famiglia appaiono almeno sin dagli inizi del secolo XIV quando un Giovanni nel 1322 possedeva terreni presso Castel Sant'Angelo e l’arcispedale di Santo Spirito in Saxia; nel 1328 la vedova di Rosso dei Belliuomini di Parione vendeva alla famiglia dei Curtabraca quote dei castelli di Martignano e Stracciacappe.

Negli anni successivi i suoi membri giunsero a ricoprire le più alte cariche cittadine con Cecco che divenne Conservatore di Roma tra fine secolo XIV ed inizi del XV e ancora con Mario e Giovan Battista durante la metà del secolo XVI, ed altri in veste di Priori dei Caporioni. 

A metà secolo XV a testimoniare il loro raggiunto prestigio, potendo titolarsi con Evangelista conti di Tivoli insieme alla famiglia Alberini, riuscirono ad acquisire la cappellania dell’Annunciazione all’interno della basilica di Santa Maria ad Martyres all’interno del Pantheon insieme a quelle dei Crescenzi e dei Tedallini, facendo decorare la pala d’altare da Antoniazzo Romano.

La famiglia era divisa in diversi rami che vivevano nei rioni di Sant’Eustachio, Colonna, Pigna, Ripa, Borgo e Campitelli, di questi ultimi era nota una torre omonima eretta presso l’area di Macel de’ Corvi non lontana dalle case dei Della Valle e dei Massimo.

Nella descrizione della Portica di San Pietro, Pasquale Adinolfi pur confermando la vicinanza delle case dei membri di quella famiglia nel rione Borgo che erano note anche ad Amayden confinanti con quelle dei Porcari, con cui ebbero relazioni parentali, non riusciva ad individuare il luogo di esse pur confermando che dovevano essere non lontane se non confinanti con l’albergo o casa detto della Stella.
 La famiglia annovera tra gli ecclesiastici, Agapito vescovo di Caserta (1554-1594) e Mario vescovo titolare di Betlemme (1585-1593).

La famiglia nei suoi rami principali si estinse durante il secolo XVII.

## Blasone
L’arme dei Bellomini di Roma era: d’azzurro al leone d’argento armato e lampassato di rosso.

## I Bellomo di Siracusa

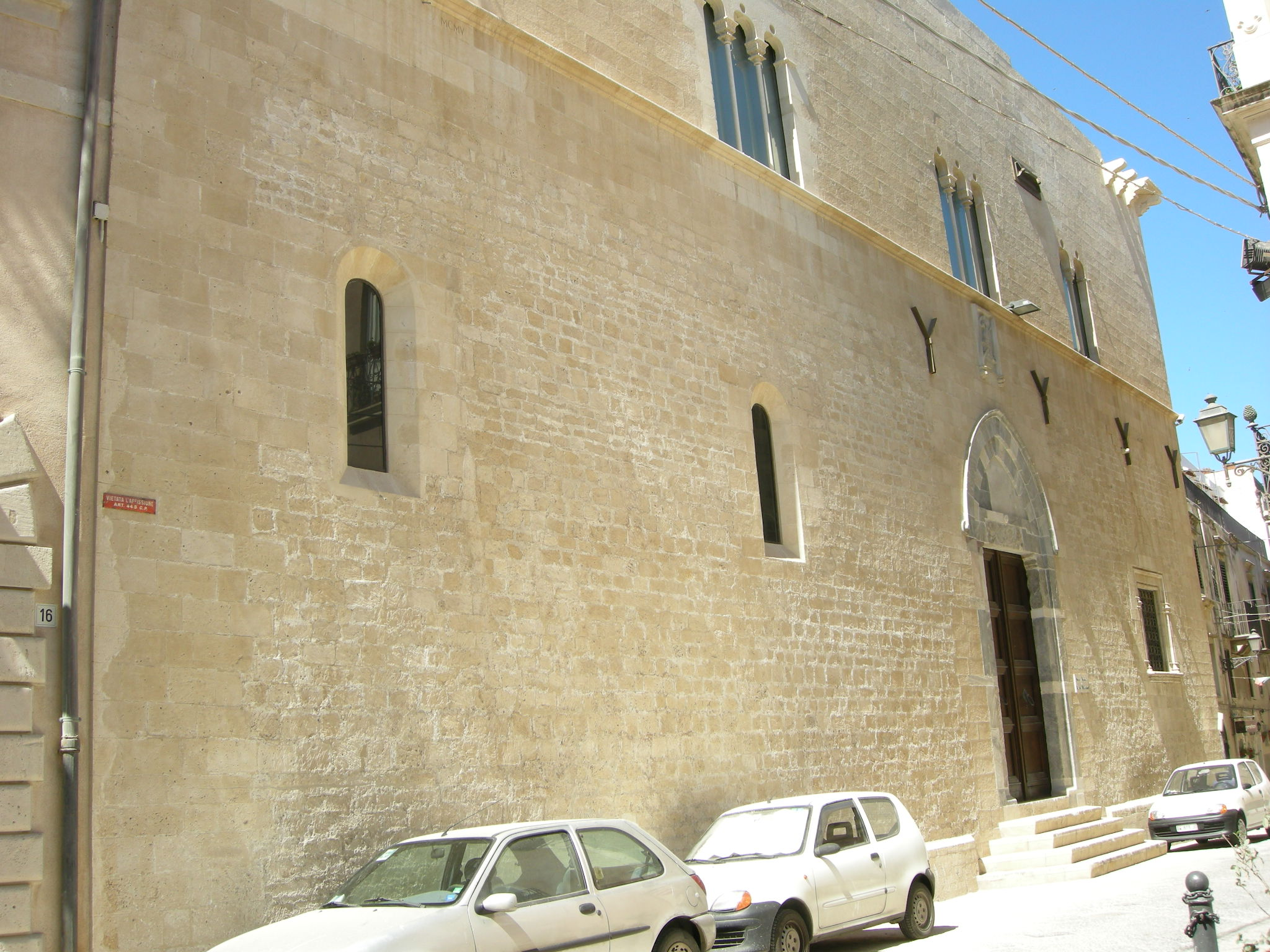
Palazzo Bellomo a Siracusa

È opinione di numerosi storici a partire da Filadelfo Mugnos, pur senza prove documentali, che un ramo della famiglia romana dei Bellomini si trapiantò insieme a diverse altre in Sicilia durante le lotte cittadine nell’Urbe tra le fazioni guelfa e ghibellina intorno agli inizi del XIV secolo, con un Luigi, messosi al servizio di re Federico da cui ne ebbe il feudo di Belmonte, prendendo dimora in Siracusa dove raggiunse ben presto fama e ricchezza e dove i discendenti acquistarono per loro abitazione il palazzo omonimo, dove dimoravano già nel 1365.
Nel 1444 un Antonio Bellomo acquistò la contea di Augusta che ben presto, per irregolarità procedurali nell’acquisto, nel 1449 le venne tolta dal re.
Ebbero la baronia di San Cusumano e la castellanìa di Calascibetta, dove si stabilì un ramo della famiglia. Tra gli ecclesiastici si ricordano Ruggero vescovo di Siracusa (1419 - 1443) e Guglielmo vescovo di Catania (1450 - 1472). Alcuni dei suoi membri furono cavalieri di Malta.

### Blasone
L’arme dei Bellomo di Siracusa era: d'azzurro, a quattro branche di leoni d'oro, situate 2, 2.